# 貝尼托河
貝尼托河（Río Mbini）是赤道畿內亞的主要河流，位於該國大陸中部，河道全長338公里，發源自加蓬奧耶姆東南面，在姆比尼附近注入畿內亞灣。